# نبرد جمرود
نبرد جمرود میان امارت افغانستان و امپراتوری سیک در تاریخ ۳۰ آوریل ۱۸۳۷ انجام شد. این آخرین تلاشی بود که امیر دوست محمد خان برای بازپس‌گیری پایتخت زمستانی سابق افغانستان، پیشاور ، انجام داد. نیروهای افغان در جمرود با نیروهای سیک روبرو شدند. ارتش پادگان توانست افغانها را تا رسیدن نیروهای کمکی سیک مهار کند.

## پیش‌زمینه
نبرد جمرود بین سیک‌ها به فرماندهی ماهاراجا رانجیت سینگ و افغان‌ها به فرماندهی امیر دوست محمد خان درگرفت. به دنبال ادغام امپراتوری سیک در پنجاب، ماهاراجا رانجیت سینگ موجی از یورش‌ها به مناطق زیر کنترل افغانستان را آغاز کرده بود. افغان‌ها ممالکی که برای زمان طولانی زمامدارشان بودند را به خاطر اختلافات داخلی به سیک‌ها واگذار می‌کردند و امپراتوری بزرگ آنها با از دست دادن منطقه پنجاب، مولتان، کشمیر، دراجات، هزاره، بالاکوت، اتک، پیشاور، و جمرود کوچک‌تر می‌شد.

## نبرد
در اواخر سال ۱۸۳۶، سردار هاری سینگ ناولا به روستای کوچک اما مهم خیبری در جمرود یورش برد و آن را تسخیر کرد. این روستا واقع در جنوب سلسله کوه‌های تنگه خیبر بود. با فتح جمرود، مرز امپراتوری سیک به مرز افغانستان رسید.
در سال ۱۸۳۷، دوست محمد خان، امیر افغانستان، به همراه پنج تن از پسران خود، با لشکر خود شتافت تا سیک‌ها را از پیشاور بیرون براند. سردارسیک هاری سینگ نالوا در این جنگ کشته شد. منابع میگوید، وزیر اکبر خان پسر امیر دوست محمد خان، شخصا هاری سینگ را از پا در اورد.

## برآیند نبرد
افغان‌ها نه می‌توانستند قلعه را اشغال کنند و نه می‌توانستند پیشاور یا جمرود را به دست آورند. نتیجه این نبرد در میان مورخان مورد اختلاف است. برخی این ادعا که افغان‌ها نمی‌توانستند قلعه و شهر پیشاور یا جمرود را به عنوان یک پیروزی برای سیک‌ها قلمداد شود را به نقد می‌گیرند. از سوی دیگر، برخی اظهار داشتند که کشته شدن هاری سینگ نالوا به پیروزی افغان‌ها منجر شد. جیمز نوریس، استاد علوم سیاسی در دانشگاه بین‌المللی تگزاس، اظهار داشت که این جنگ برآیندی نداشت.